# Ben Waine
Ben Waine (Wellington, 11 de junio de 2001) es un futbolista neozelandés que juega en la demarcación de delantero para el Port Vale F. C. de la League One.

## Selección nacional
Tras jugar en las categorías inferiores de la selección, finalmente hizo su debut con la selección de fútbol de Nueva Zelanda el 18 de marzo de 2022 en un encuentro de clasificación para la Copa Mundial de Fútbol de 2022 contra Papúa Nueva Guinea que finalizó con un resultado de 0-1 a favor del combinado neozelandés tras el gol del propio Ben Waine.

## Clubes
| Club                          | País          | Año       | Partidos | Goles |
| ----------------------------- | ------------- | --------- | -------- | ----- |
| Wellington Phoenix Reserves   | Nueva Zelanda | 2017-2020 | 38       | 15    |
| Wellington Phoenix F. C.      | Nueva Zelanda | 2018-2022 | 82       | 22    |
| Plymouth Argyle F. C.         | Inglaterra    | 2023-2024 | 48       | 8     |
| Mansfield Town F. C. (cedido) | Inglaterra    | 2024-2025 | 29       | 3     |
| Port Vale F. C.               | Inglaterra    | 2025-     |          |       |

## Palmarés

### Títulos internacionales
| Título                         | Equipo        | País         | Año  |
| ------------------------------ | ------------- | ------------ | ---- |
| Copa de las Naciones de la OFC | Nueva Zelanda | Fiyi Vanuatu | 2024 |